# Megyei elöljáró testület (USA)
A megyei elöljáró testület az Egyesült Államok megyéinek kormányzását végzi Arizona, Iowa, Kalifornia, Mississippi, Virginia, Wisconsin megyéiben, valamint a New Jersey-i Sussex megyében és New York nagy részében, de más államokban is léteznek hasonló testületek.
Hasonlóan a városi tanácsokhoz, a megyei elöljáró testületeknek is van törvényhozói, végrehajtói és kvázi-bíráskodási jogköre is. A legfontosabb különbség, hogy a megyék az államok adminisztratív egységei, míg a város külön közigazgatási egység. Ennek megfelelően a megyék az állami jogot alkalmazzák és hajtják végre, míg a városi önkormányzatoknak tényleges jogalkotási hatásköre van (természetesen az adott állam jogával összhangban).

## Törvényhozói jogkör
Az elöljáró testület törvényhozó jogköre alá tartozik törvények elfogadása és hatályon kívül helyezése, akárcsak a városi tanácsok esetében. Az érintett államtól függően ez az eljárás egyes törvények esetében vonatkozhat a megye egészére, vagy annak egy külön szervezeti rendszerrel nem rendelkező egységére is, ami nem rendelkezik városi önkormányzattal. Szintén ezen tanács jogköre alá tartozik a megyei költségvetés elfogadása. A megyei kormányzat szedi be területén az adókat. Azonban, mivel a megyék lényegében csak az állami hatalom reprezentánsai, nincs joguk saját adók kivetésére, legfeljebb az állami adók kulcsának megváltoztatására. Ezzel szemben viszont a városok kivethetnek saját adókat.
Néhány államban, köztük Michiganben és New York állam egyes részein, egészen a közelmúltig, egységes megyei kormányzati szervek is léteztek a városok elöljáróinak részvételével, ellentétben a korábbi gyakorlattal, amikor minden a megye területén lévő város külön igazgatással rendelkezett. Ez a rendszer biztosította, hogy minden település rendelkezzen egy szavazattal a megyei tanácsban, lakosságától függetlenül. Ez azonban egyes (főleg rurális) településeken a lakosság befolyásának aránytalan megnövekedéséhez vezetett, mivel egy 1000 főnél is kisebb lakosságú település ugyanakkora súlyt kapott a tanácsban, mint egy milliós nagyváros.
Mind Michiganban, mind New Yorkban felcserélték ezt a gyakorlatot többé-kevésbé egyenlő lakosságú körzetek rendszerével. Michiganban az új rendszert 1968-ban vezették be. A megyei elöljáró testület megnevezést pedig 1970-ben megyei biztosok testületére változtatták (elkerülendő az összetévesztést a városi tanácsokkal, ahol az elöljáró megnevezést alkalmazták). New Yorkban az új testületeket megyei törvényhozásnak nevezik (tagjai pedig a megyei törvényhozók), de nem minden New York-i megye rendelkezik ilyen testülettel. Azokban a megyékben, ahol az 1960-as évek után is megtartották a régi rendszert, szintén átszervezték az elöljáró-választást arányos alapon.

## Végrehajtó jogkör
A testület végrehajtó jogkörét a testület alosztályai gyakorolják. Általában az egész az adminisztrációs hivatalnokok (chief administrative officers – CAO)  vagy a megyei végrehajtó hatalom égisze alatt történik. Ezek hatalma abban áll, hogy függetlenként tudjanak tevékenykedni a megyei elöljáró testületben. Hasonlóan a városi vezetőkhöz, nekik is joguk van a napi ügyek vitelére megyei szinten. Néhány államban a testület választja az alosztályok vezetőit, míg máshol ez kiutalják az alosztályok tagjainak. Egyes tisztségviselőket, mint a sherrifet és a kerületi ügyészt, külön választják közvetlenül a szavazók. Azonban az elöljáró testületnek is van beleszólása az alosztályok költségvetésébe.
Még ha nem is a testület választja az alosztályvezetőket, akkor is képes rájuk nyomást gyakorolni. Jellemző példa, amikor a sheriff eljárását a bíróság később szükségtelenül erőszakosnak nyilvánítja, vagy felülvizsgálja a kerületi ügyész döntéseit.
Annak ellenére, hogy léteznek különálló vezetők, nem szokatlan, hogy a testület beleszóljon az egyes alosztályok ügyeibe, például meghatározva az egyes ügyek fontossági sorrendjét.
Néhány államban a teljes végrehajtást közvetlenül választják.

## Kvázi-bíráskodási jogkör
A kvázi-bíráskodási jogkör a testület a döntéshozatal végső lépcsőfoka. Ez általában magában foglalja a területrendezési ügyeket is.

## Más államok
Más államokban a megfelelő testületet megyei tanácsnak, vagy megyei bizottságnak hívják. A louisianai megyékben a megfelelő testületet rendőrségi esküdtszéknek nevezik. New Jerseyben a választott földbirtokosok gyűlése gyakorolja a megfelelő jogköröket, míg Kentuckyban fiskális tanácsnak hívják ugyanezt a testületet. Nebraska egyes megyéiben elöljáró testület látja el a kormányzását, míg máshol megyei bizottságok működnek. New Yorkban a kormányzást a megyei törvényhozás, a képviselők testülete vagy elöljáró testület látja el.
Pennsylvaniában az elöljáró testület látja el azon városok kormányzatát, amelyek nem rendelkeznek saját önkormányzattal. Alapesetben egy pennsylvaniai elöljáró testület három tagból áll, akiket hatéves időtartamban választanak a páratlan években.

## Fordítás
- Ez a szócikk részben vagy egészben  a   Board of Supervisors című angol Wikipédia-szócikk fordításán alapul.  Az eredeti cikk szerkesztőit annak laptörténete sorolja fel. Ez a jelzés csupán a megfogalmazás eredetét és a szerzői jogokat jelzi, nem szolgál a cikkben szereplő információk forrásmegjelöléseként.